# Anloo
Anloo (Drents: Aanloo) is een esdorp in de gemeente Aa en Hunze in de Nederlandse provincie Drenthe. Het dorp en directe omgeving telde in 2023 395 inwoners.
Tot en met 1997 was Anloo een zelfstandige gemeente. Het was ook de hoofdplaats van Oostermoer, de zesde van de zes dingspelen van Drenthe.
Het dorp is gelegen ten zuiden van Zuidlaren in het Nationaal beek- en esdorpenlandschap Drentsche Aa en op de rand van de Hondsrug. Een aanzienlijk deel van het dorp maakt deel uit van het beschermd dorpsgezicht.

## Geografie
Anloo is een zeer goed bewaard gebleven esdorp met veel monumentale Saksische boerderijen. Het landschap rond Anloo wordt gedomineerd door essen, bossen en heidevelden (Landgoed Terborgh, Kniphorstbos) en groenlanden langs de beek, het Anlooërdiepje.
Staatsbosbeheer (SBB) heeft in Anloo een informatiecentrum in de Homanshof. Hier kan men uitgebreide informatie vinden over het nationaal beek- en esdorpenlandschap Drentsche Aa. In de bossen ligt het pinetum Ter Borgh, een coniferenpark, opgericht in 1953.

## Voormalige gemeente
Tot de gemeentelijke herindeling op 1 januari 1998 was Anloo de naam van een zelfstandige gemeente, waarvan het gemeentehuis zich in Annen bevond. Naast Anloo en Annen bestond de gemeente uit de dorpen: Anderen, Annerveenschekanaal, Eext, Eexterveen, Eexterveenschekanaal, Eexterzandvoort, Gasteren, Nieuw Annerveen, Oud Annerveen, Schipborg en Spijkerboor.
In 1935 stemden bij de Provinciale Statenverkiezing in Drenthe 38,79% van de kiesgerechtigden in de voormalige gemeente Anloo op de Nationaal-Socialistische Beweging (NSB). Dit is verhoudingsgewijs veruit het hoogste aantal in heel Nederland. Zelfs bij verkiezingen in 1937 en 1939 koos – tegen de landelijke trend in – nog bijna 30% van de inwoners van de voormalige gemeente Anloo voor deze partij. De aanhang zat aanvankelijk vooral in kleine buitendorpen als Annerveen, Eexterveen, Anderen, Anloo en Gasteren. Tijdens de oorlog werden het hoofddorp Annen en Annerveenschekanaal sterke bolwerken van de NSB. In het bos bij Anloo was een onderduikershol gevestigd.

## Magnuskerk
Bezienswaardig is de Nederlands Hervormde Magnuskerk, een romaanse kerk die grotendeels is opgetrokken uit tufsteen met een zadeldaktoren. De huidige kerk dateert uit de 11e eeuw en is daarmee de oudste kerk van Drenthe. Een eerdere, houten, kerk is in de elfde eeuw afgebrand. Anloo was de eerste kerk in het Oostermoer. De kerken van Borger en Zuidlaren zijn dochterkerken van Anloo. De Magnuskerk was oorspronkelijk een eigenkerk van de bisschop van Utrecht die in Anloo ook een hof had. 
Mede om de instandhouding van de kerk te kunnen bekostigen, wordt elk jaar rond 19 augustus, de feestdag van Sint-Magnus, een etstoeldag gehouden. Op deze dag wordt een 17e-eeuwse rechtszitting van de etstoel nagespeeld, waarbij het dorp geheel in de sfeer van die tijd gebracht wordt.

## Voorzieningen
In Anloo is een openbare basisschool die tevens een streekfunctie vervult voor de dorpen Gasteren en Anderen. Van het dorpshuis wordt gebruikgemaakt door de school en de plaatselijke verenigingen.

## Geboren
- Klaas Jan Beek (1935-2019), landbouwkundige, hoogleraar, rector ITC Enschede.

## Hunebedden
In de omgeving van Anloo liggen enkele hunebedden; een is pas in 1756 ontdekt.

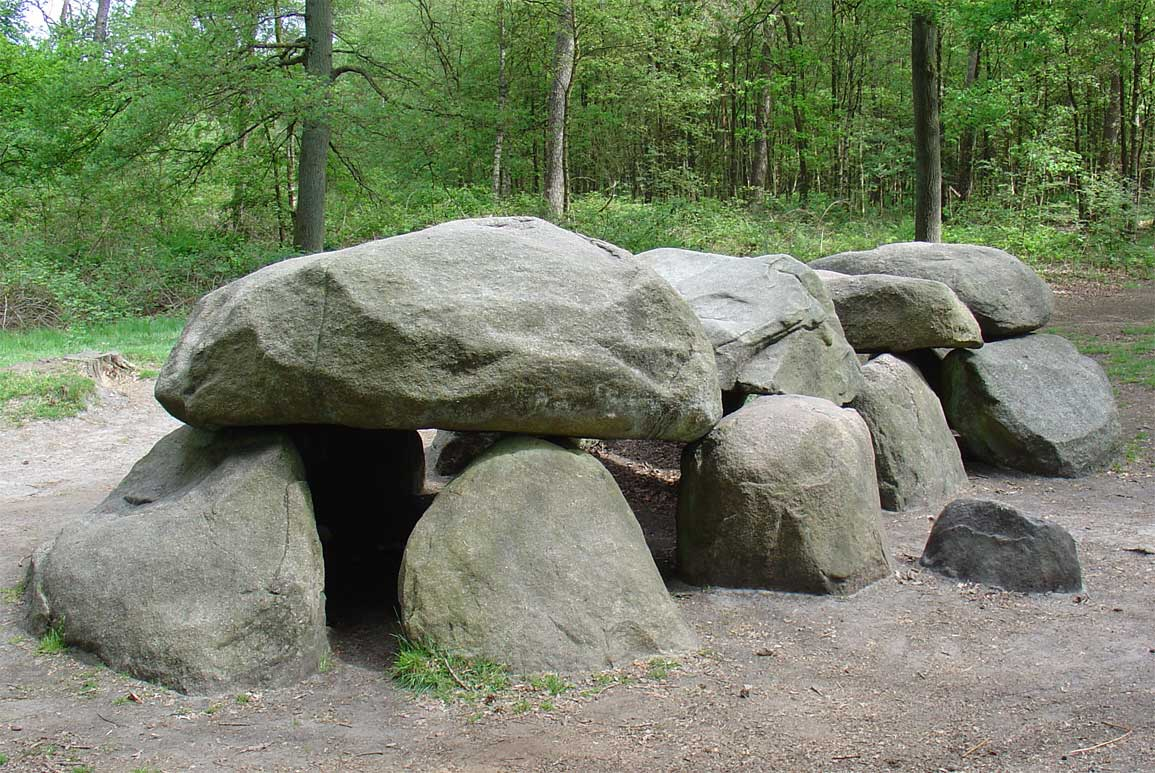
Hunebed D8, Kniphorstbos bij Anloo
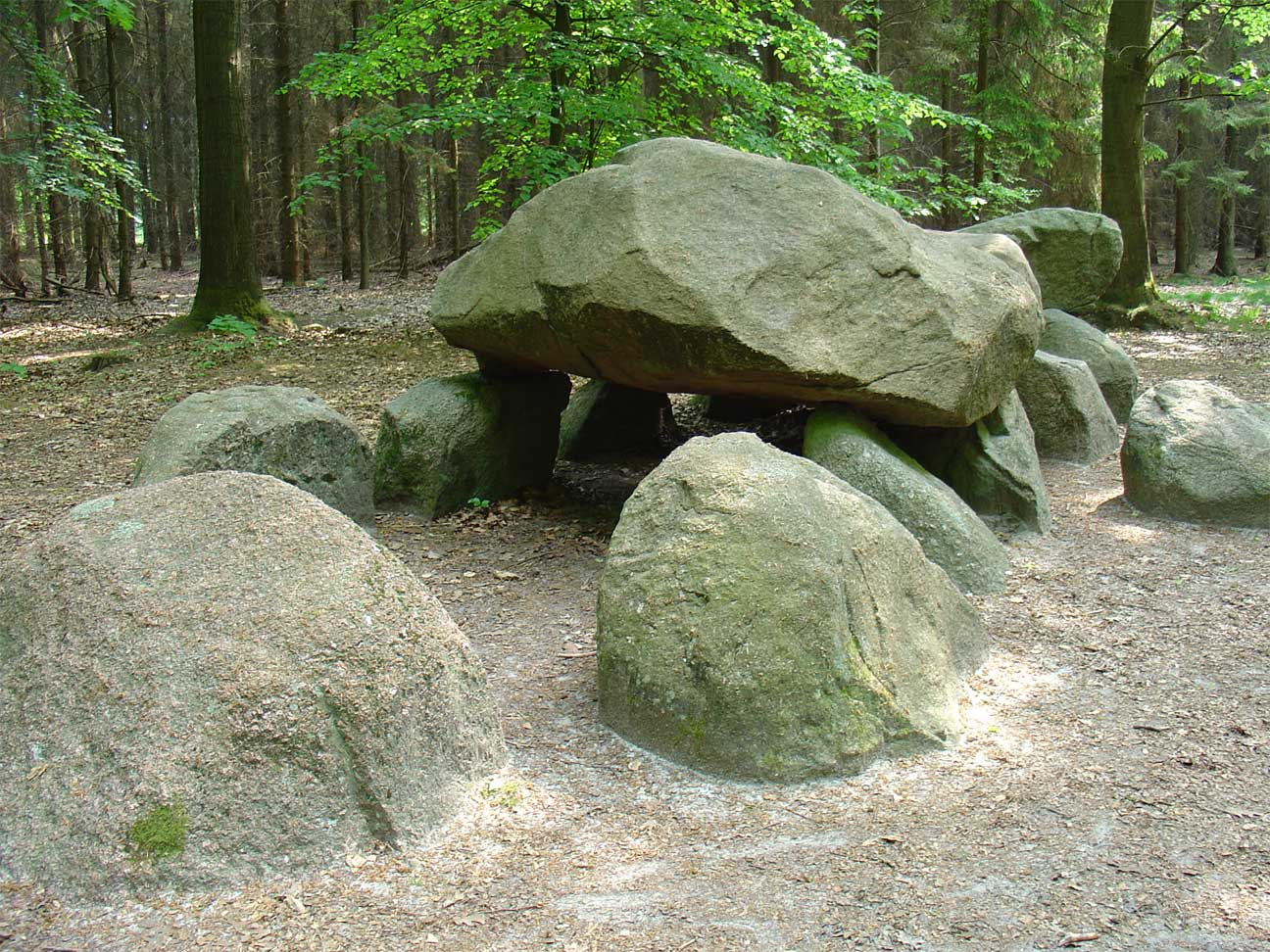
Hunebed D11, tussen Eext en Anloo

## Oude foto's

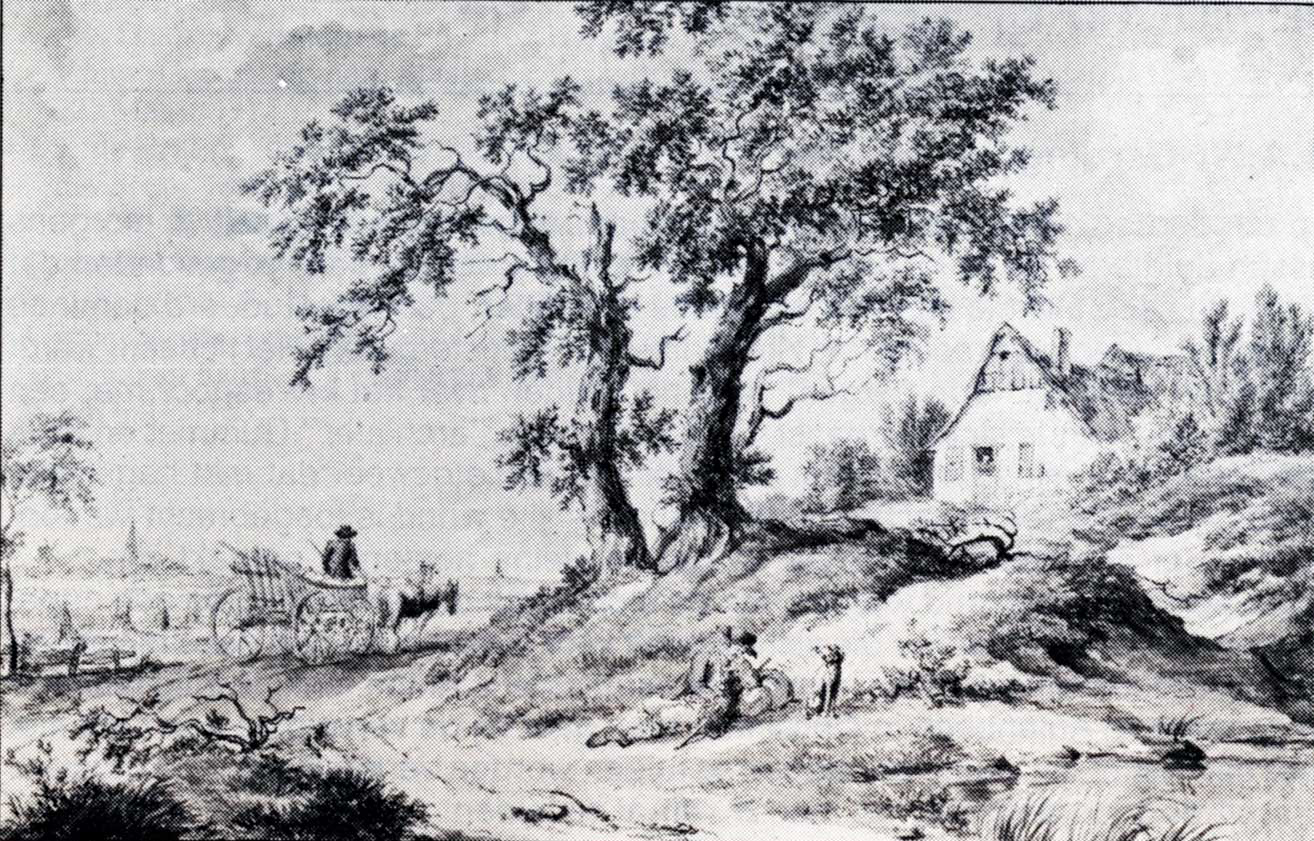
Weg tussen Zuidlaren en Anloo, Gerardus Wieringa (ca. 1784-1817)
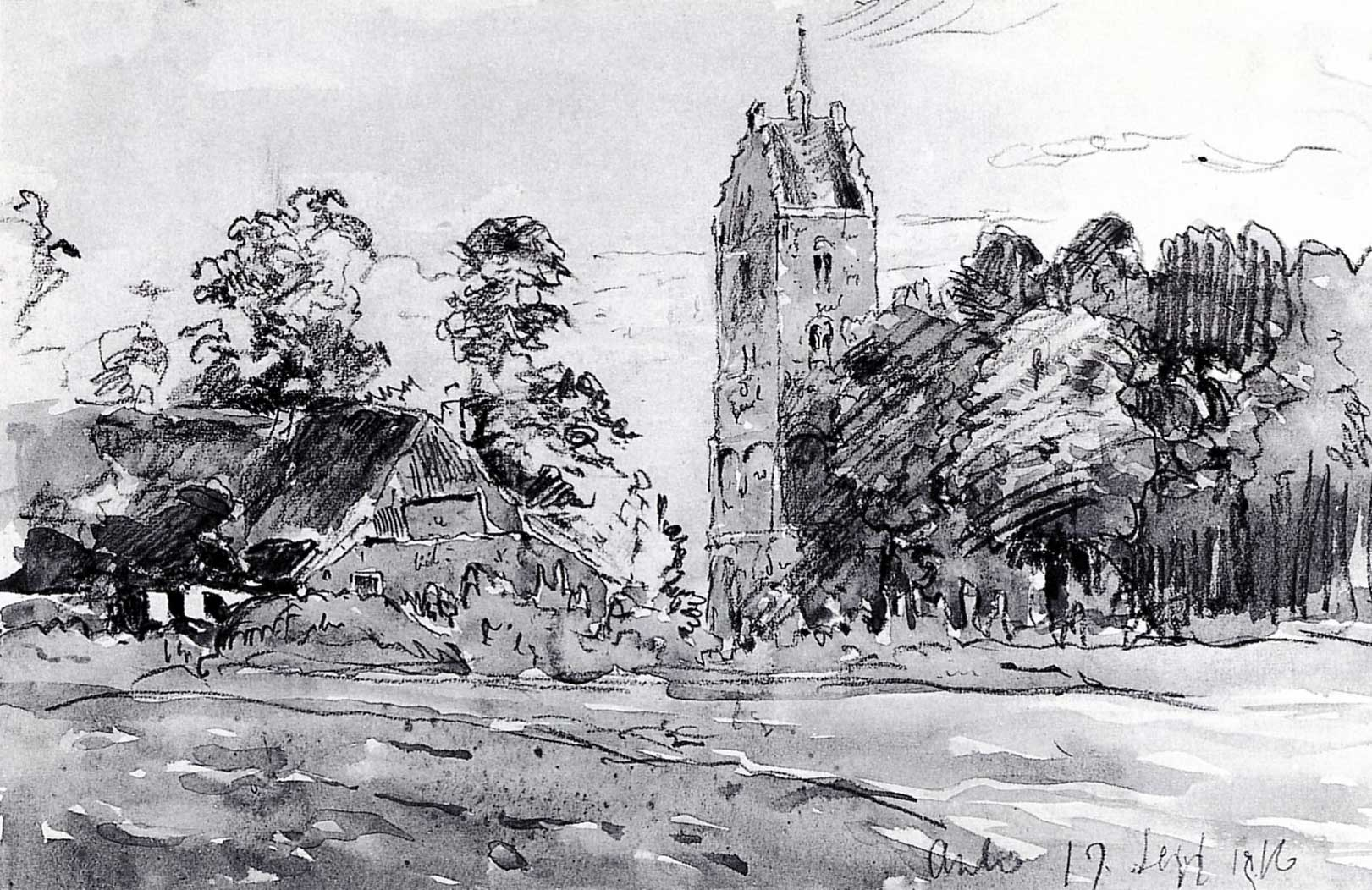
Anloo, Jan Hoynck van Papendrecht, 1916
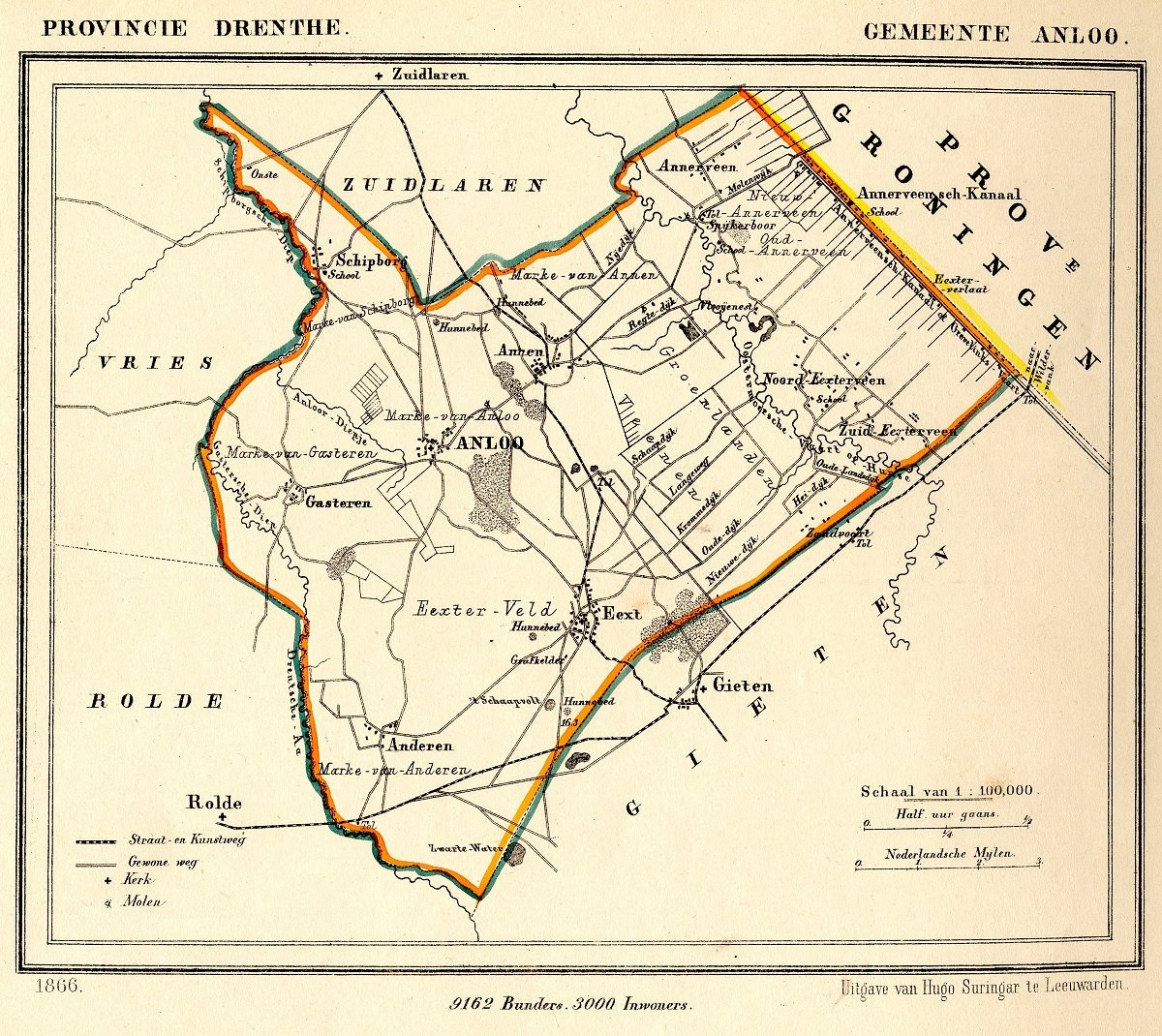
De gemeente Anloo in 1866